# Еджлорд
Еджлорд (з англ. edgelord) — особа, зазвичай в Інтернеті, що намагається вразити чи шокувати публіку, публікуючи перебільшені думки, такі як нігілізм або екстремістські погляди. 